# Guido Augusto da Câmara e Ataíde
Guido Augusto da Câmara e Ataíde (Paris, 30 de junho de 1718- Junqueira, Lisboa, 1770) foi um nobre português, que se tornou, pelo casamento, no 14.º e último capitão do donatário da ilha de São Miguel e quinto conde da Ribeira Grande.
Como {{capitão do donatário]] na ilha de São Miguel, iniciou funções em 1757. A 2 de Agosto de 1766, o cargo foi extinto, por decreto do rei D. José I. Nunca residiu na sua capitania.
Sendo o 5.º Conde da Ribeira Grande filho de uma senhora da Casa dos Távora, foi encarcerado aquando do processo judicial por tentativa de regicídio movido contra aquela família, tendo falecido na prisão da Junqueira em 1770.
A esposa, sua sobrinha, D. Joana Tomásia da Câmara, apenas soube da sua morte em 1777, quando os presos daquele processo foram libertados.
O filho deles, D. Luís António José Maria da Câmara, nascido em 1754 e morto em 1802, foi o 6º conde da Ribeira Grande.